# Bồ câu lục châu Phi
Bồ câu lục châu Phi, tên khoa học Treron calvus, là một loài chim trong họ Columbidae.

## Phân bố
Chúng có thể xuất hiện và sinh sản với mật độ cao nhưng thường di chuyển cục bộ. Phạm vi của họ bao gồm Angola, Benin, Botswana, Burkina Faso, Burundi, Cameroon, Cộng hòa Trung Phi, Chad, Cộng hòa Congo, Cộng hòa Dân chủ Congo, Bờ Biển Ngà, Guinea Xích Đạo, Ethiopia, Gabon, Gambia, Ghana, Guinea, Guinea-Bissau, Kenya, Liberia, Malawi, Mali, Mauritania, Mozambique, Namibia, Niger, Nigeria, Rwanda, São Tomé và Príncipe, Senegal, Sierra Leone, Somalia, Nam Phi, Nam Sudan, Swaziland, Tanzania, Togo, Uganda, Zambia và Zimbabwe.

## Hình ảnh

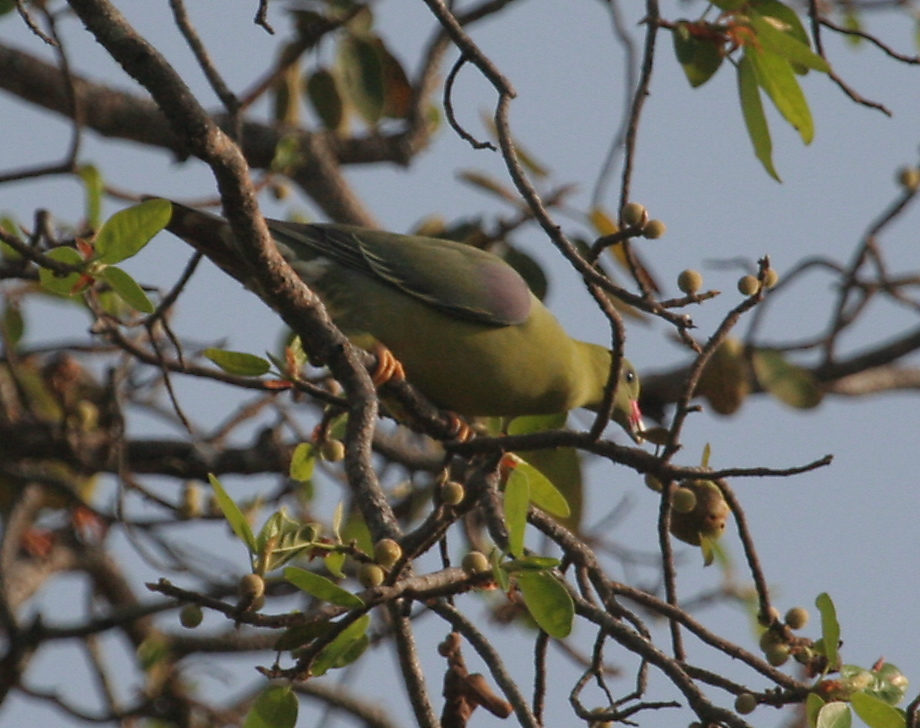
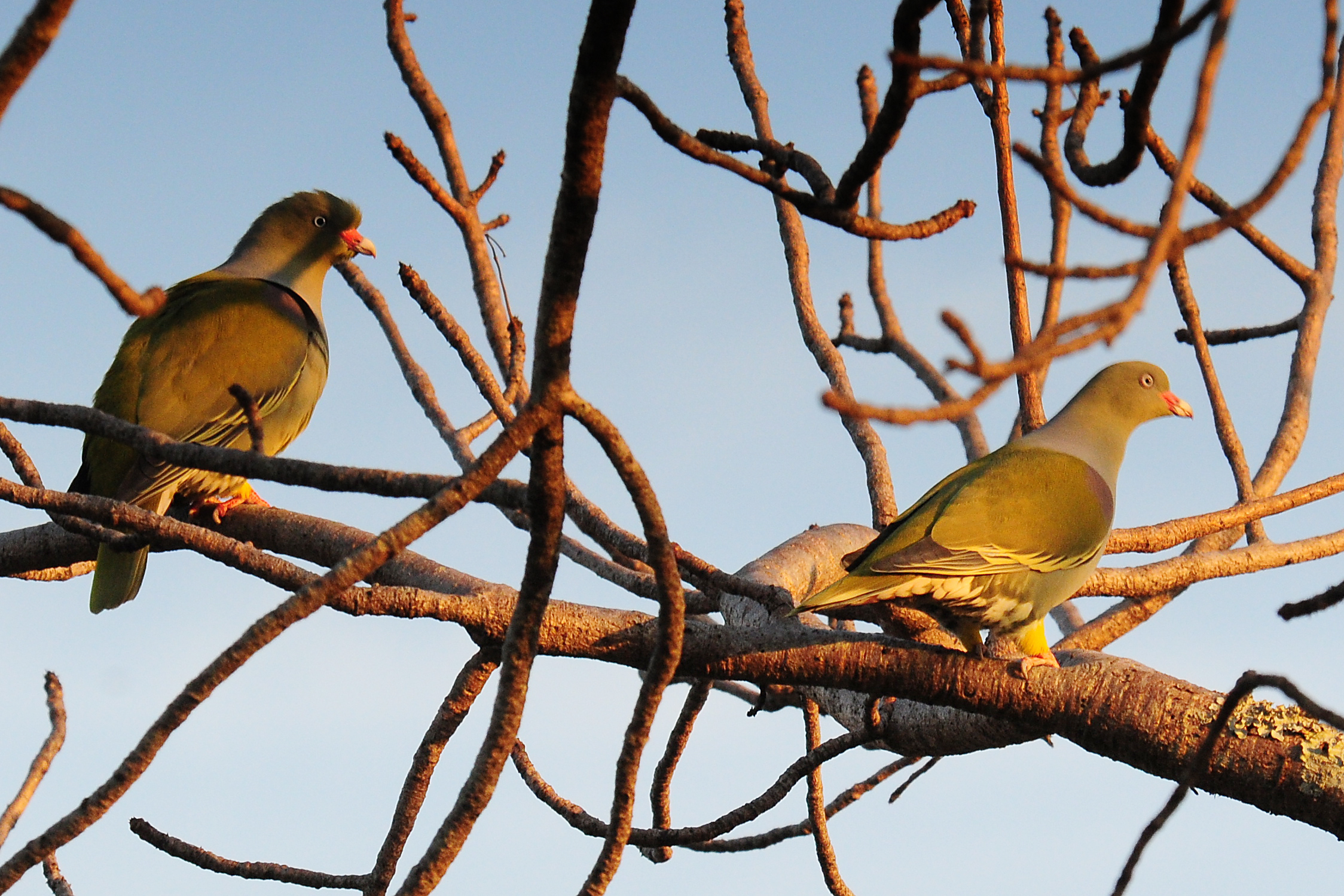
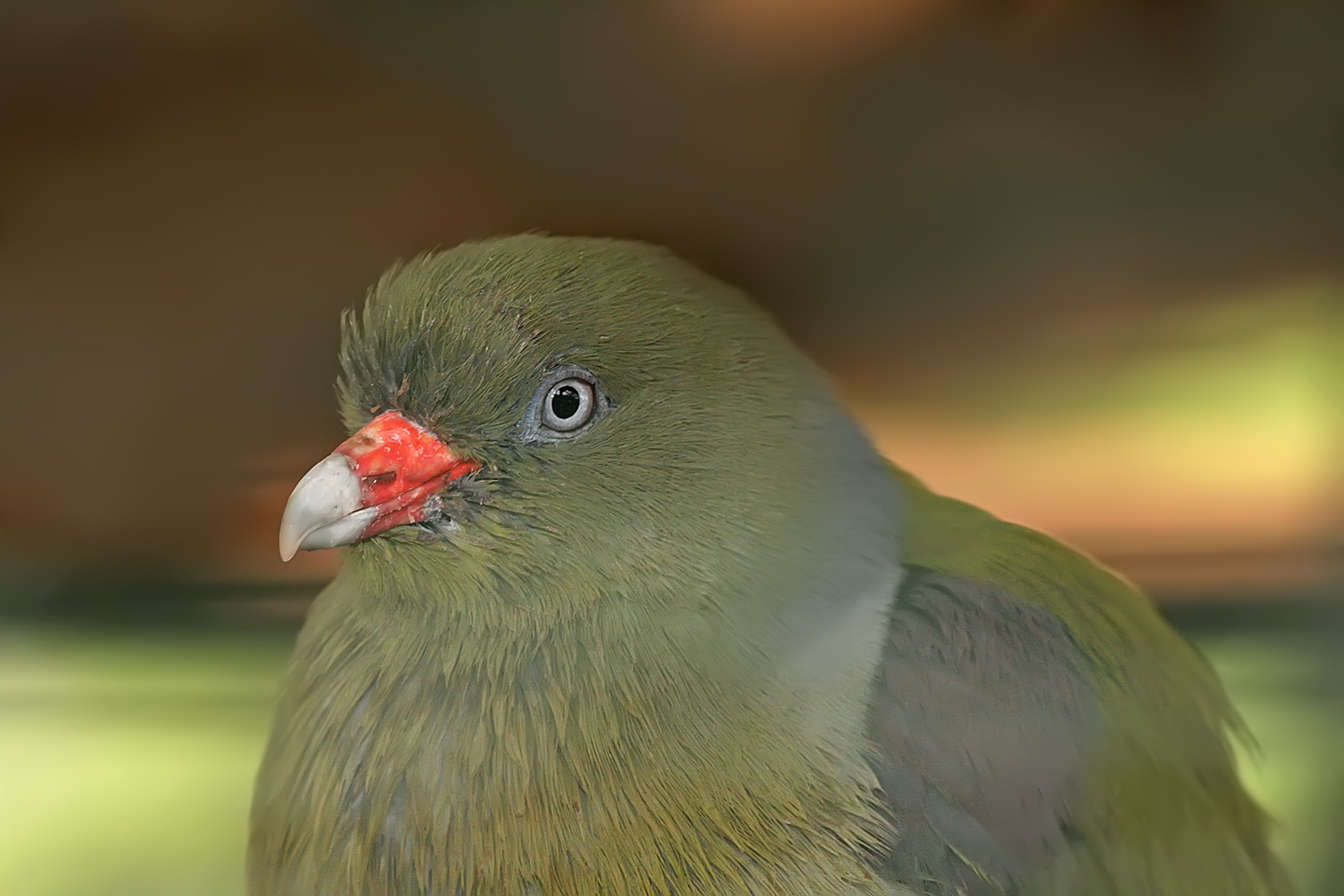
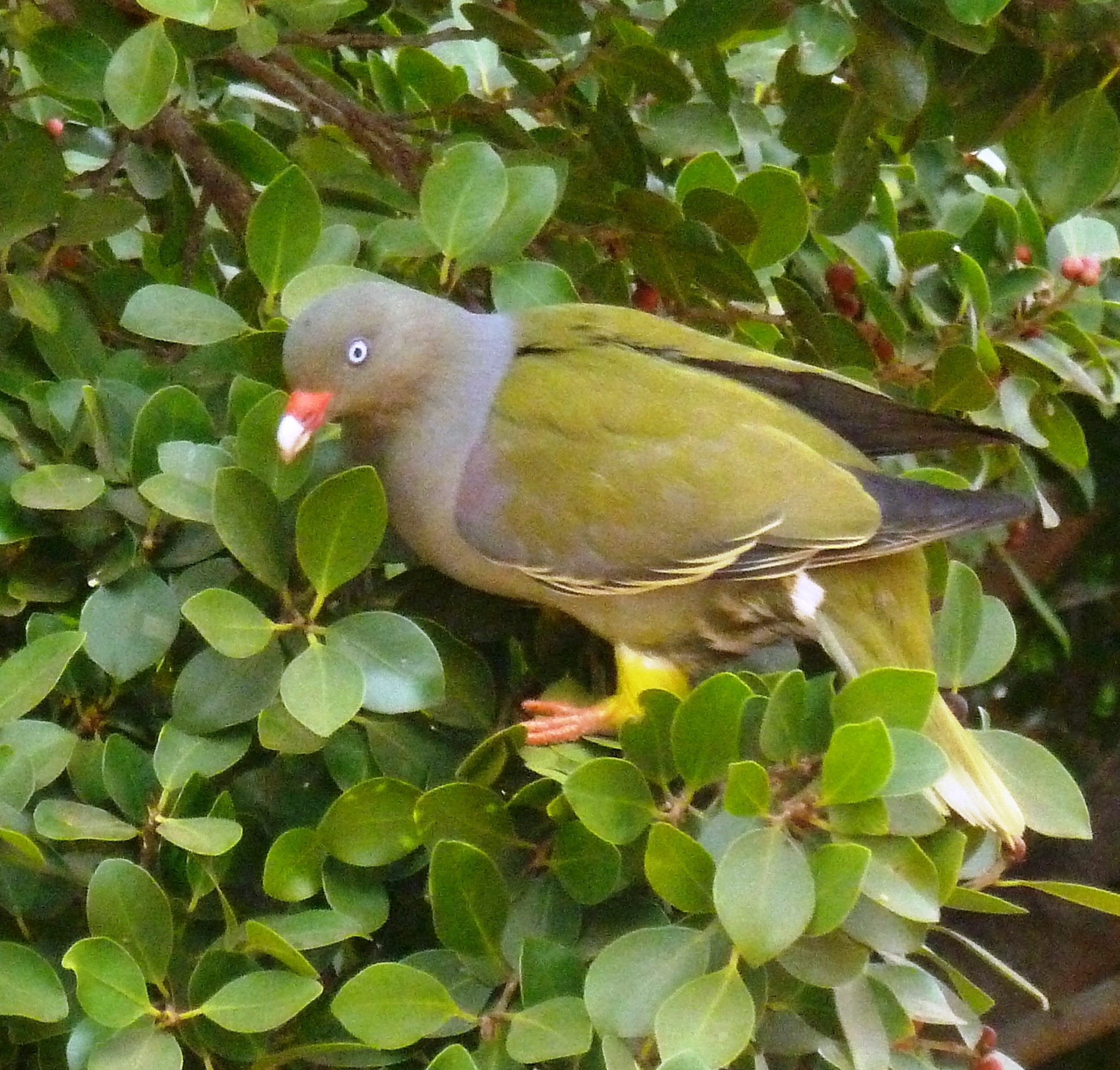

## Phân loài
- Treron calvus chobiensis